# Cascate di Stanghe
Le cascate di Stanghe (Gilfenklamm in tedesco) si trovano nei pressi di Racines, vicino a Vipiteno, tra la Val Ridanna e la Valle di Racines. Le cascate attraversano in modo affascinante la piccola gola di Stanghe, anche conosciuta come orrido Gilf (Gilfenschlucht).

## Geografia

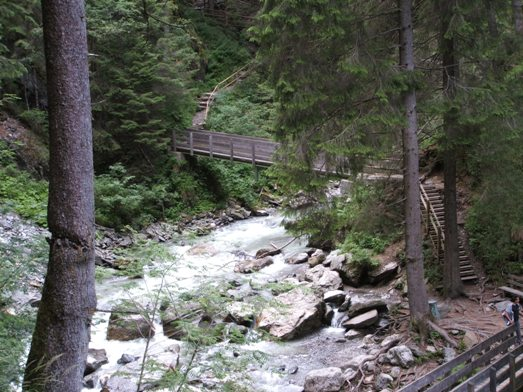
Il rio Racines che si incanala

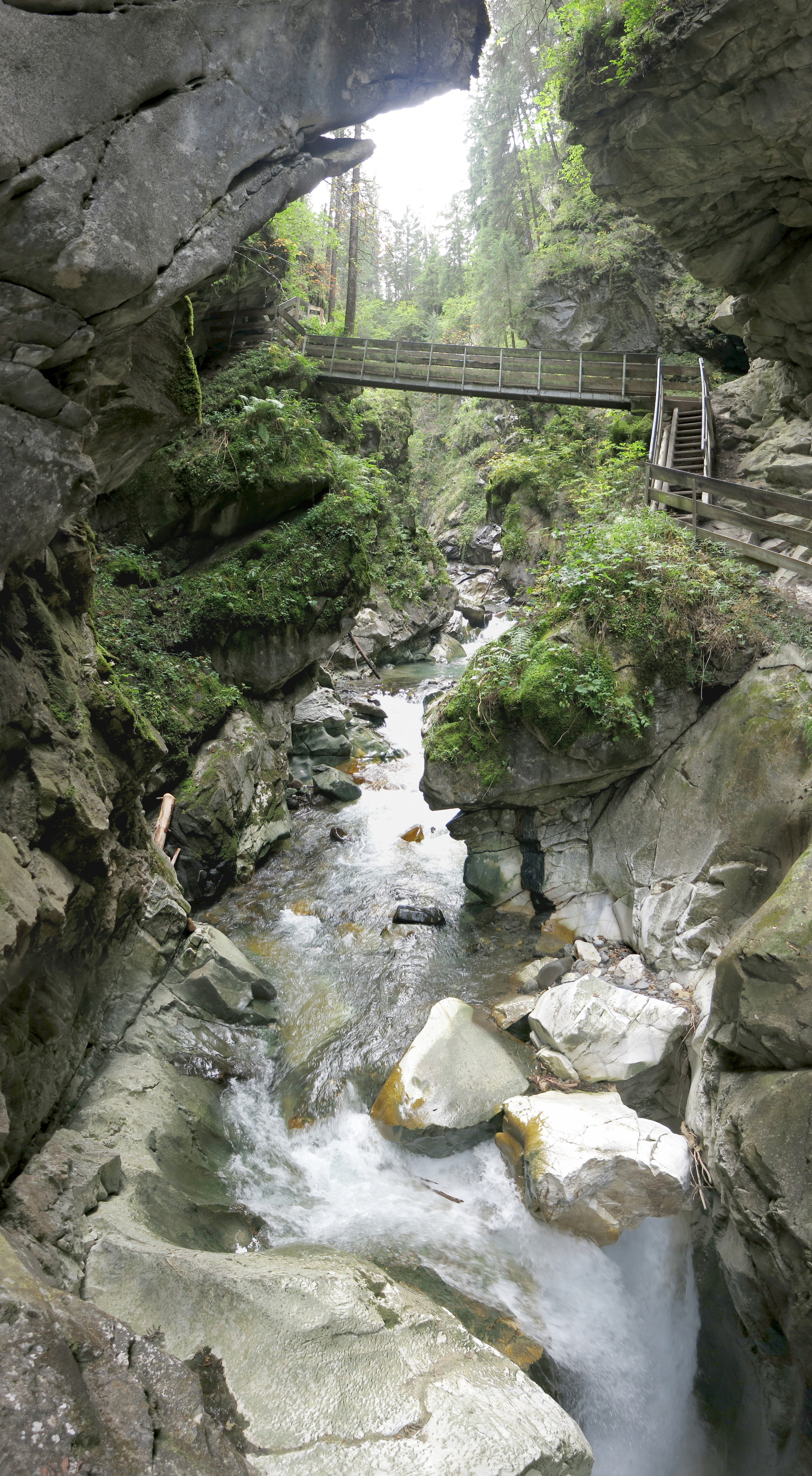
Vista del percorso lungo le cascate

All'inizio il rio Racines (Ratschingser Bach) non era altro che un piccolo rio, ma nel tempo, iniziò a scavarsi percorsi sotterranei, scavando profondamente all'interno del marmo bianco, fino a diventare un impetuoso torrente. Col passare degli anni però, anche grazie alle intemperie, la parte superiore della gola si è annerita, presentando riflessi di colore verde.
La vertiginosa gola è considerata oggi un monumento naturale, ed è visitabile nelle stagioni più calde (ovvero da maggio in poi), pagando una piccola cifra simbolica, in un'ora circa, affrontando un dislivello di 175 metri.

## Origine del toponimo
L'origine del nome originario dell'orrido ("Gilfenklamm") trova origine nell'antico termine latino "colphus" (ovvero dal greco "Kolphos"), che può essere tradotto in seno, insenatura, arrivato ai giorni nostri dal termine romano "golfu".

## Storia delle cascate
Risulta che una delle prime esplorazioni della gola fu effettuata negli anni 1893-1895, e vennero aperte al pubblico il 2 agosto 1896. L'inaugurazione ufficiale invece avvenne il 25 luglio 1898, andando però a cambiargli nome in "Orrido dell'Imperatore Francesco Giuseppe".
Nel 1961 l'associazione di abbellimento effettuò dei lavori di ripristino e riapertura della passeggiata.